# Larener Schule

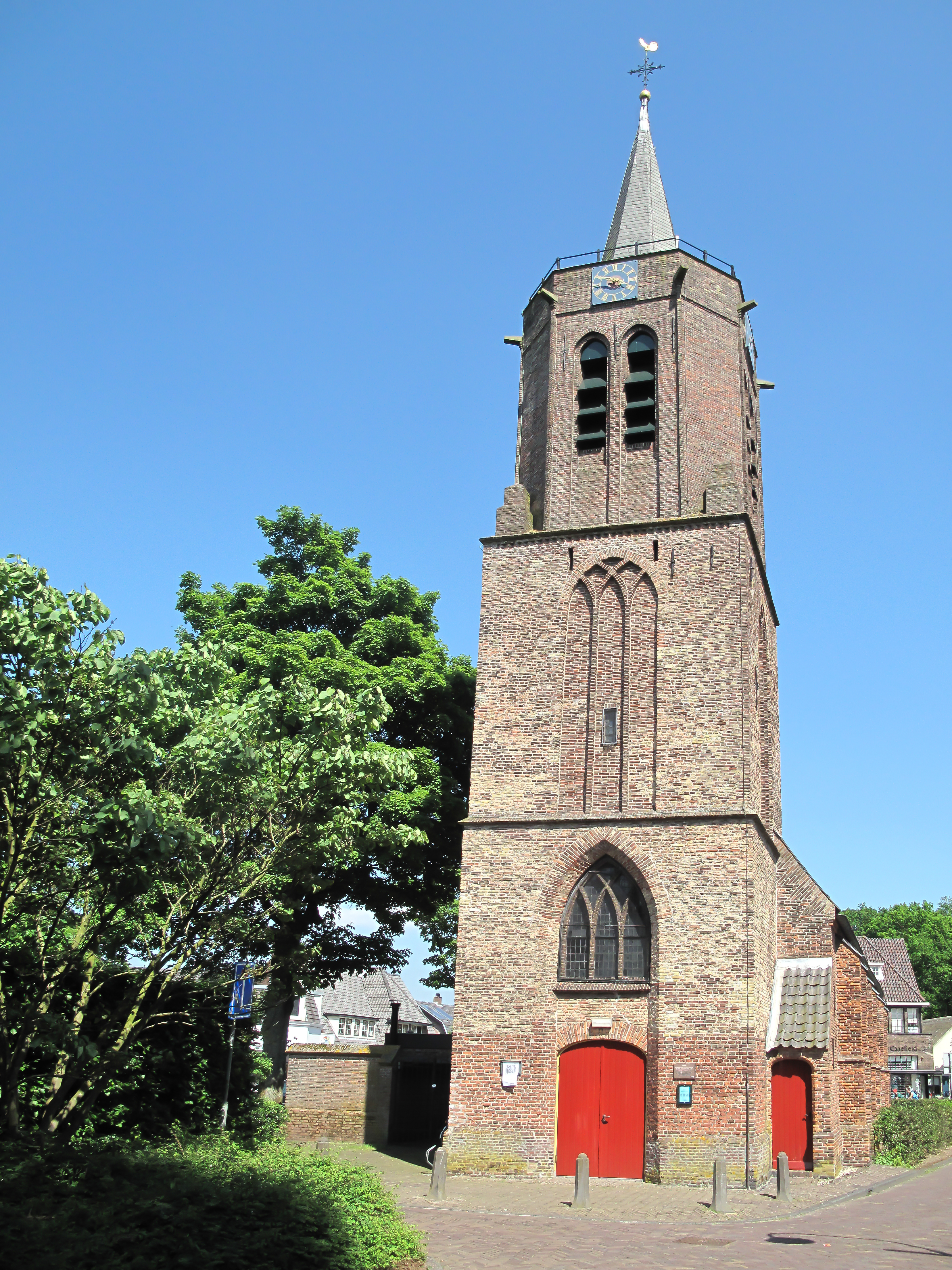
Johanneskirche zu Laren.

Die Larener Schule ist die Bezeichnung für eine Gruppe von Malern, die ab etwa 1870 das niederländische Dorf Laren in Het Gooi und dessen Einwohner als Gegenstand ihrer Tafelmalerei ausgewählt hatte. Laren, in der Nähe von Hilversum gelegen, war bekannt durch seine Wallfahrtskirche – die Johanneskirche. Entdeckt wurde es von dem Maler Jozef Israëls und gerade wegen seiner Unberührtheit und hervorragenden Motivvielfalt als idealer Ort auch von wesentlichen Mitgliedern der Haager Schule angenommen. – Nach 1898 wurde es von jungen Künstlern erneut entdeckt. Man spricht hier auch von der 2. Generation der Larener Schule, deren Wirken weit in das 20. Jahrhundert reichte. – Diese Künstlerkolonie ist mit ein wesentlicher Teil des niederländischen Impressionismus, als Teil dieser internationalen Bewegung, von der dann auch Impulse zur Moderne ausgingen.

## Die erste Generation der Larener Schule

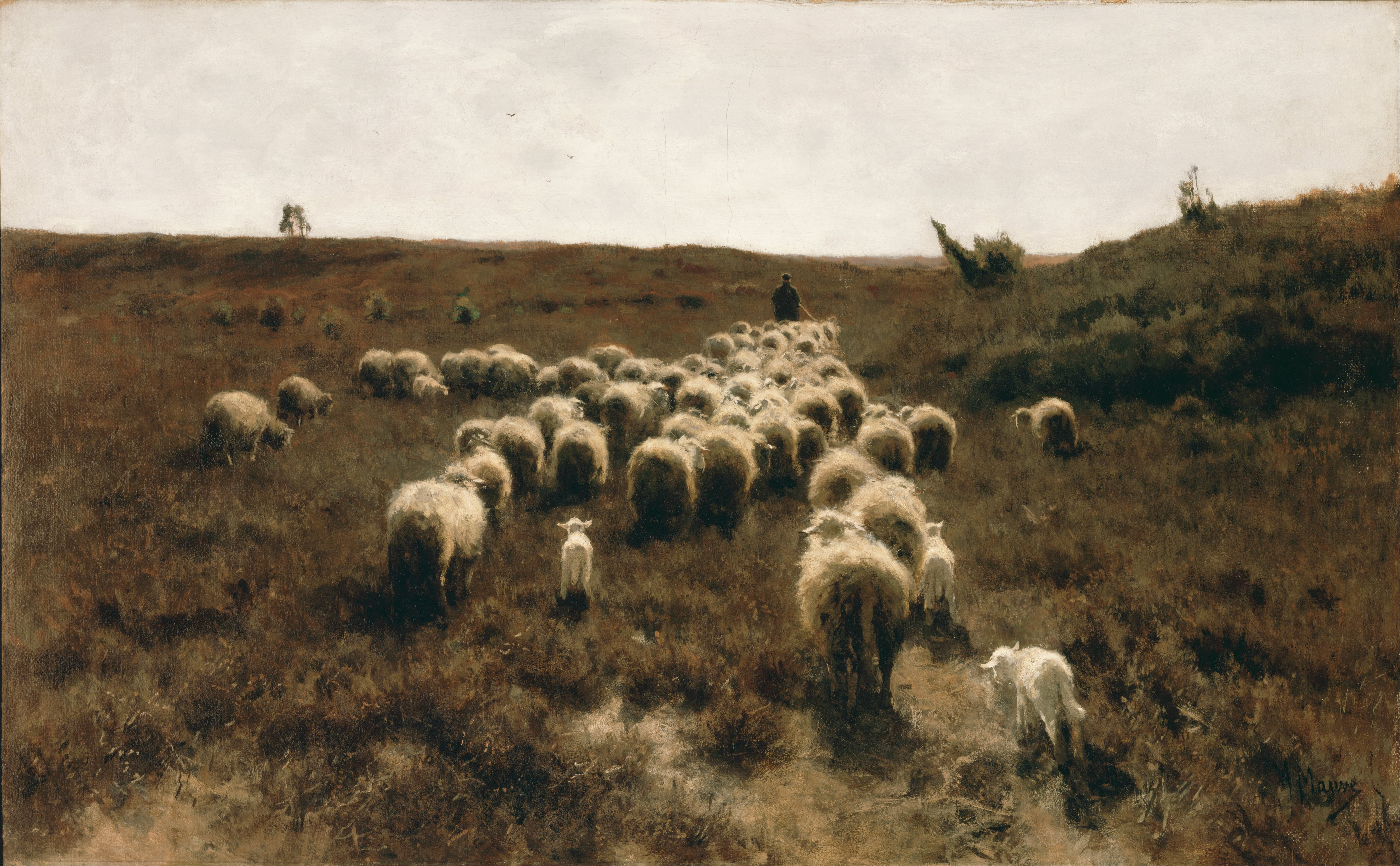
Anton Mauve (1886/87): Die Rückkehr der Schafherde, Laren – Rijksmuseum Amsterdam.

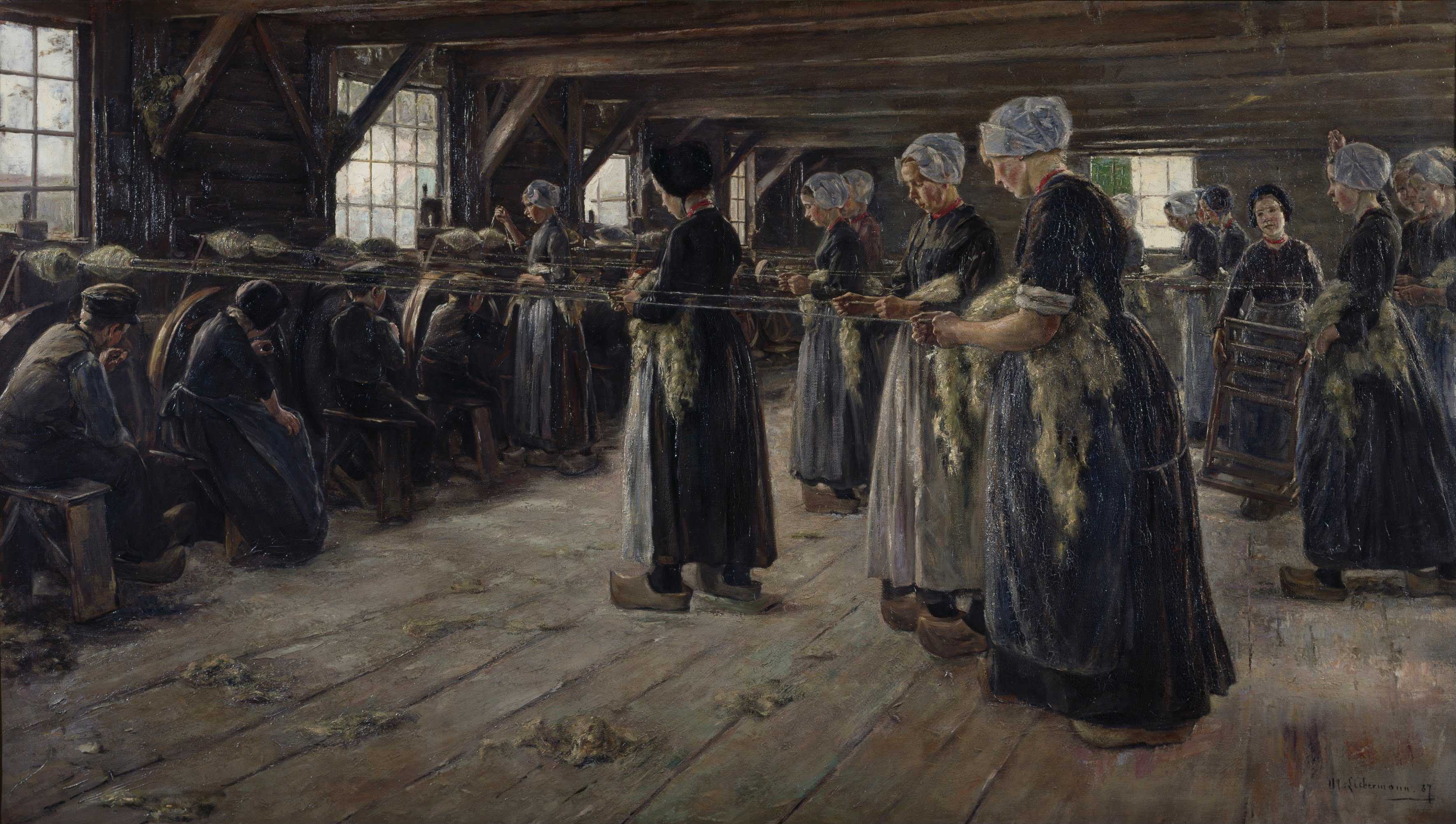
Max Liebermann (1887): Flachsscheuer in Laren.

Mit dem Aufkommen der Industrialisierung, die sich in Rotterdam, Amsterdam und anderen Regionen der Niederlande ausbreitete, verschwanden eben jene seit Jahrhunderten unberührten Landschaften zusehends und gingen als Motive für die damaligen Landschafts- und Genremalerei unwiderruflich verloren. Der Ruhm der Oosterbeeker Schule dauerte etwa von 1855 bis 1870 und nach 15 Jahren suchte man nach einer neuen Wirkungsstätte.
Um 1870 entdeckte der Maler Jozef Israëls das Dorf Laren. Dieses besuchte er häufig mit seinem Sohn, der dort von ihm in die Malerei eingewiesen wurde. Seine Begeisterung über Laren mit seiner traditionellen Landwirtschaft und Schafzucht und die unberührte Landschaft selber übertrug sich schließlich auch auf seine Haager Freunde im Pulchri Studio. Es folgten ihm zunächst Albert Neuhuys und Anton Mauve in 1877 bzw. 1882. Später zogen Hein Kever, Willem Steelink jr., Hendrik Valkenburg, Wally Moes, Etha Fles, Arina Hugenholtz und Tony Offermans nach. Nicht zu vergessen sind Johan Hendrik Weissenbruch und Willem Roelofs. Damit war die Larener Schule als Künstlerkolonie geboren.
Im Gegensatz zu Jozef Israëls wurden einige seiner Freunde hier sesshaft. Anton Mauvre und Albert Neuhuys verhalfen dieser Künstlerkolonie zur überregionalen künstlerischen Anerkennung. Dies erfolgte über die dort entstandenen Werke, die dann über das Pulchri Studio und angeschlossene Galerien den Weg zu dem kunstbegeisterten Publikum fanden. Für Neuhuys war das Bauernleben als Genre wichtig. Die Übrigen wandten sich der Landschaftsmalerei zu. Die Felder mit den Kühen, die Heidelandschaft mit dem Hain, der Geestrücken und die alten Wege waren Anziehungspunkt und Motiv zugleich. Kunsthistorisch spricht man auch vom Larener Stil, der wiederum im Geiste der Haager Schule anzusiedeln ist.
Um 1884 kam als erster ausländische Maler Max Liebermann, um in Gooiland zu arbeiten. Liebermann war mit Jozef Israëls schon lange Zeit befreundet.
Mit dem Abtritt dieser Generation aus der Haager Schule heraus verblasste zunächst der Ruhm dieser erfolgreichen Malerkolonie, die in der Tradition der Oosterbeeker Schule steht.

## Die zweite Generation der Larener Schule

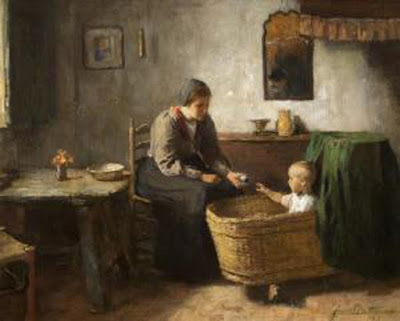
Franz Deutmann (etwa 1905/14): Mutter eines Landarbeiters mit Kind in Krippe.

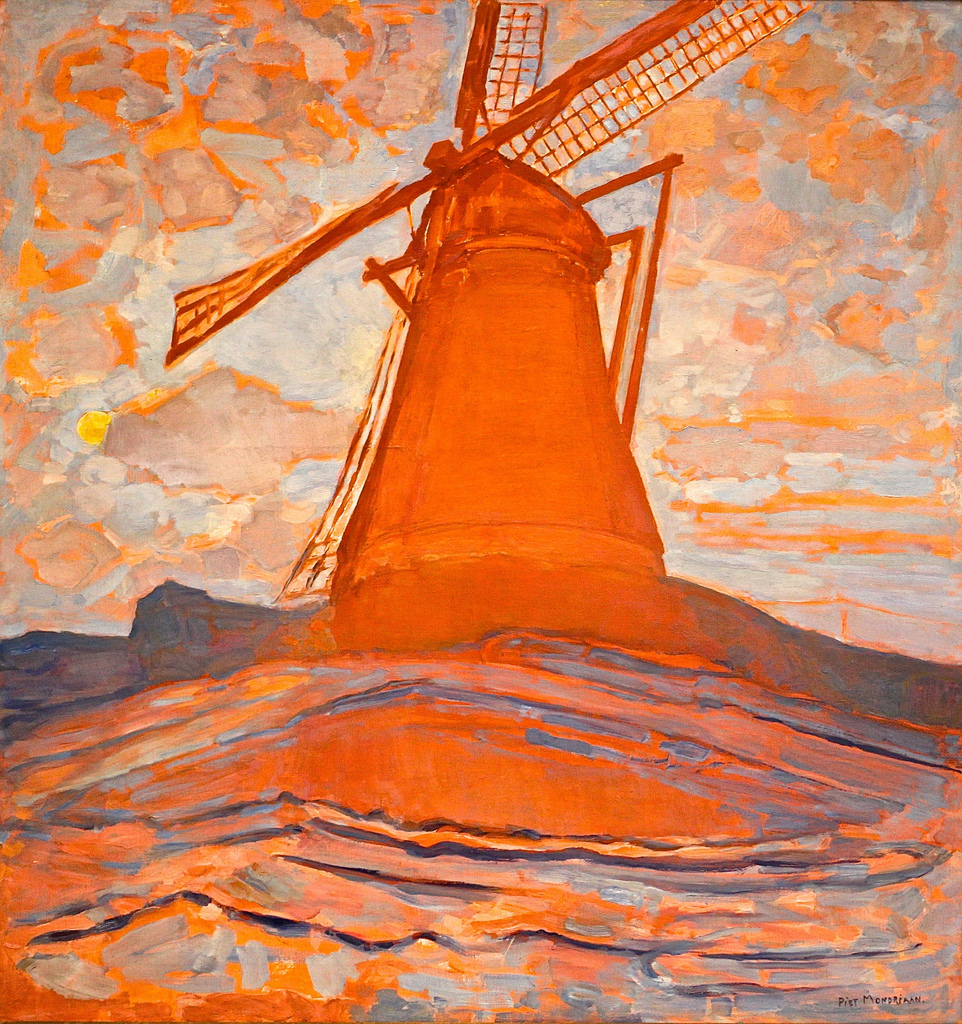
Piet Mondrian (1917): Die Mühle – Stedelijk Museum Amsterdam.

Um 1898 zog Laren wiederum eine Gruppe von jungen Malern an. Diese ehemalige Künstlerkolonie bekam erneut Leben eingehaucht, die ungefähr 40 Jahre dauern sollte. Zu der 2. Generation zählten solche Namen wie Otto van Tussenbroek, Evert Pieters, Bernard de Hoog, Henk de Court Onderwater, André Broedelet, Salomon Garf, Franz Deutmann, Lammert van der Tonge, Jaap Dooijewaard, Bernard Pothast und Baruch Lopes Leão de Laguna. Die meisten von diesen Künstlern waren Genremaler, zu denen auch Neuhuys zählte. Die Landschaftsmaler waren Cornelis Vreedenburgh, Gerrit Willem van Blaaderen, Bernard Polfliet, Frans Langeveld und Ed van de Ven.
Dabei hatte sich eine Änderung der Stilrichtung ergeben. Während man bei der 1. Generation noch von einem für Laren typischen Stil sprechen konnte, hatte sich dies gewandelt. Ein Teil der Larener Schule folgte noch der 1. bzw. 2. Generation der Haager Schule. Der andere Teil wandte sich der internationalen Strömung des Impressionismus zu, allerdings mit der für die Niederlande typischen Ausrichtung und der wesentlichen Öffnung zur Moderne hin.
Im Jahre 1903 entstand unter Anregung von August Le Gras die Gooische Malervereinigung „De Tien“ (Die Zehn). (Gooiland ist eine Region der Provinz Nordhollands, zu der auch Laren gehört.) Diese organisierte Gruppenausstellungen im ganzen Land, um für die Arbeiten ihrer Mitglieder ein größeres Absatzgebiet zu erschließen.
Unter anderem gehörten Derk Meeles, Toon de Jong, David Schulman und Emanuel van Beever zu dieser Zehnerschaft. 1921 wurde unter Co Breman „Die Vereinigung der bildenden Künstler Laren Blaricum“ errichtet, aber wegen der zu milden Aufnahmebedingungen spaltete sich die Gooische Malervereinigung bereits 1935 unter Leitung von Schulzman in mehrere Gruppen auf.

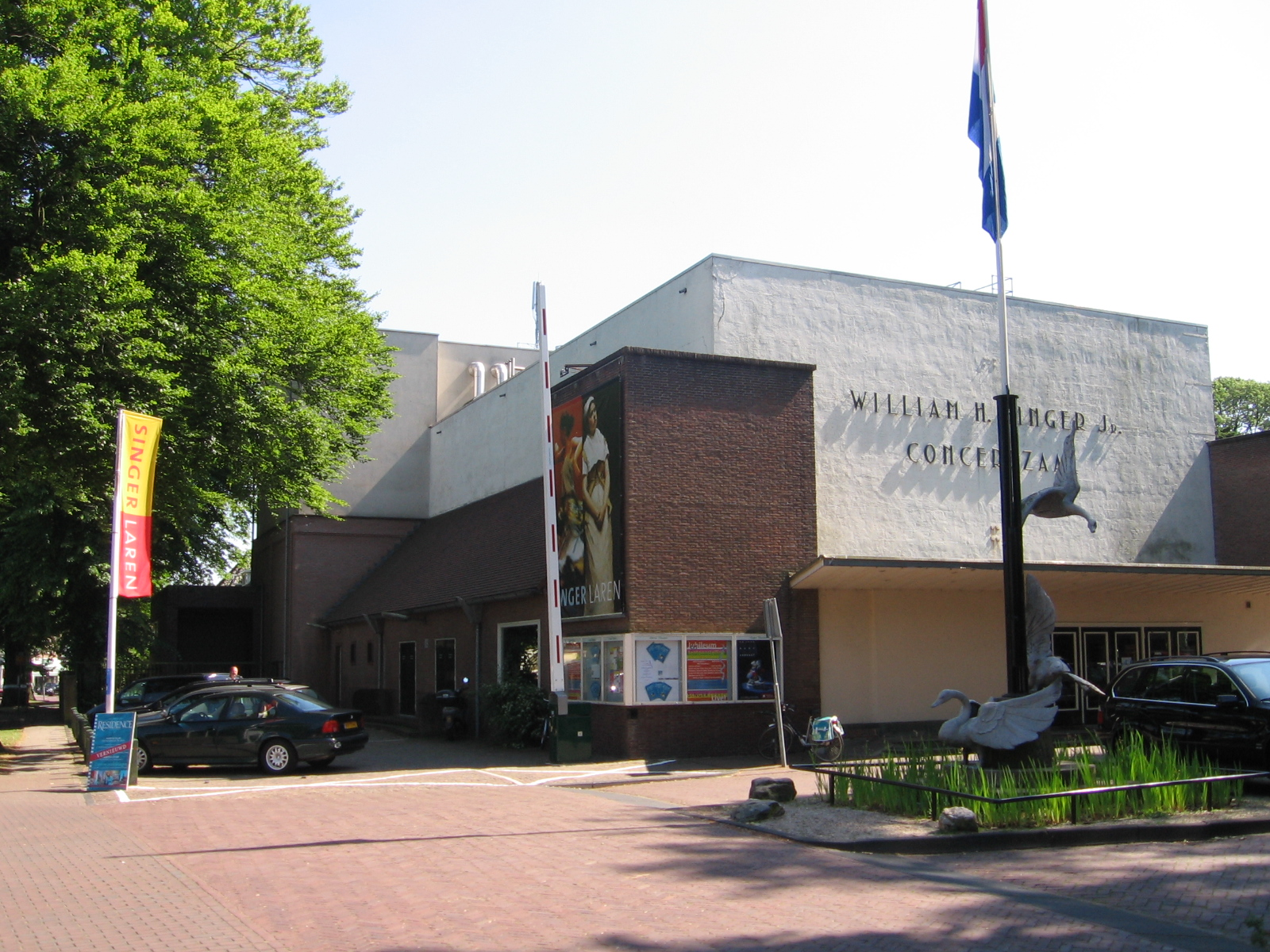
Das Singer Museum zu Laren

Der Amerikaner William Henry Singer, Maler und Kunstsammler kam 1901 nach Laren; 1911 ließ er das Landhaus „De Wilde Zwanen“ (Die wilden Schwäne) errichten, aus dem nach dem Zweiten Weltkrieg durch An- und Umbauten das Singer Museum mit einem Konzertsaal entstand.
In Laren arbeiteten auch einzelne Maler, die von ihrer Stilrichtung her vom üblichen Impressionismus abwichen. So kreierten Co Breman und Ferdinand Hart Nibbrig Landschaften im Stil des Pointillismus und Luminismus. Johan Coenraad Heyenbrock spezialisierte sich auf Fabrikdarstellungen, während sich August Le Gras als Maler von Tieren in afrikanischen Landschaften verdient macht hatte. Jan Pieter Veth war dagegen ein Porträtmaler, und Douwe Komter erstellte vor allem Stillleben. Auch für Modernisten wie Piet Mondrian, Jan Sluyters und Léo Gestel war dieser Ort attraktiv und eine Station ihres Schaffensweges.
Heute werden im Museum Singer Laren Werke von einigen dieser sehr bekannten und populären Maler der Öffentlichkeit zugänglich gemacht. Weiterführend werden hier Wechselausstellungen zu aktuellen Themata angeboten.

## Zur Namensgebung
Obwohl von Kunstsammlern und Autoren der Begriff Larener Schule gern als Überbegriff für alle in Laren tätige Maler gebraucht wird, ist aus einer kunsthistorischen Perspektive keine Rede von einer unabhängigen Strömung, so dass diese Schule eher als die Fortführung der Haager Schule bzw. der Oosterbeeker Schule betrachtet wird.
Die Haager Schule war rund zehn Jahre früher entstanden, und mehrere Gründer dieser Künstlerkolonie zu Laren wie Jozef Israëls und sein Sohn Isaac Israëls, Albert Neuhuys und Anton Mauve waren bereits als Haager Maler bekannt, bevor sie nach Laren kamen.
In Laren war das flache Land Hauptthema der Landschaftsmaler. Wesentlich für die Larener Schule ist die Farbaufhellung durch Hinzufügen von Goldgelb, Rot und Blau zum bisherigen grauen Haager Stil. Dies führte letztendlich zur Überwindung der Grauen Periode der Haager Schule, also doch eine Änderung im Ton des Farbkörpers. Auffallend beim Erschaffen der beliebten Interieurszenerien ist die Romantisierung der sozial harten Lebenssituation in dieser Region von Gooiland.

## Gezeigte Maler im MuseumSinger Laren
- Marius Bauer (1867–1932)
- Johannes Bosboom (1817–1891)
- Georg Breitner (1857–1923)

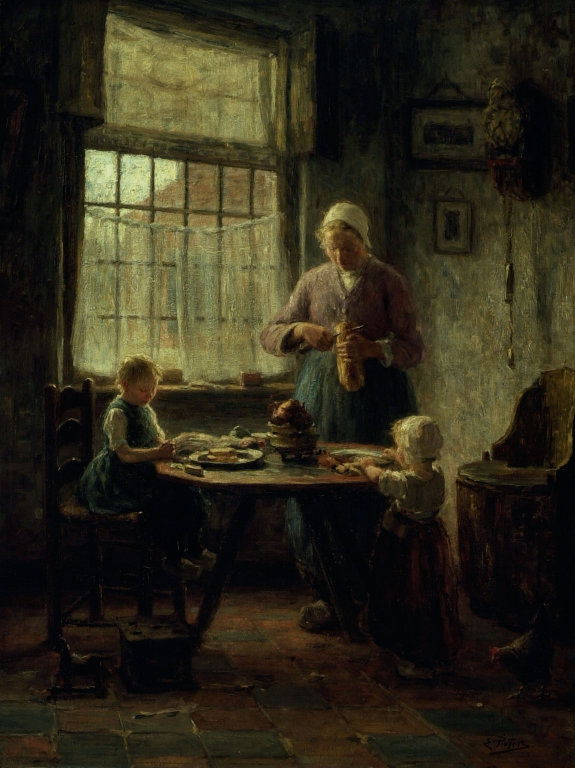
Evert Pieters (etwa 1890): Familie bei der Mahlzeit – Privatbesitz

- Arthur Henri Christiaan Briët (1867–1939)
- Franz Wilhelm Maria Deutmann (1867–1915)
- Paul Joseph Constantin Gabriël (1828–1903)
- Auguste Johannes Le Gras (1864–1915)
- Charles Paul Gruppé (1860–1940)[10]
- Jacobus Simon Hendrik Kever (1854–1922)
- Baruch Lopes Leão de Laguna (1864–1943)
- Jacobus Hendricus Maris (1837–1899)
- Anton Mauve (1838–1888)[11]
- Johannes Albert Neuhuys (1844–1914)[12]
- Anton Lodewijk George Offermans (1854–1911)
- Ferdinand Gustaaf Willem Oldewelt (1857–1935)
- David Oyens (1842–1902)
- Evert Pieters (1856–1932)
- Paulus Philippus Rink (1862–1903)
- Cornelius Rudolf Hendrik Spoor (1867–1928)
- Emmanuel Ernest Geradus van der Ven (1866–1944)
- Jan Visser (1856–1938)
- August Willem van Voorden (1881–1921)
- Johan Hendrik Weissenbruch (1824–1903)